# Кармалка (верхний приток Большого Кинеля)
Кармалка — река в России, протекает по территории Оренбургской области.

## География и гидрология
Кармалка — правобережный приток реки Большой Кинель, её устье находится в 387 километрах от устья Большого Кинеля. Длина реки — 16 километров. Площадь водосборного бассейна — 71 км².

## Данные водного реестра
По данным государственного водного реестра России относится к Нижневолжскому бассейновому округу, водохозяйственный участок реки — Большой Кинель от истока и до устья, без реки Кутулук от истока до Кутулукского гидроузла. Речной бассейн реки — Волга от верхнего Куйбышевского водохранилища до впадения в Каспий.
Код объекта в государственном водном реестре — 11010000812112100007688.